# Grande Munus

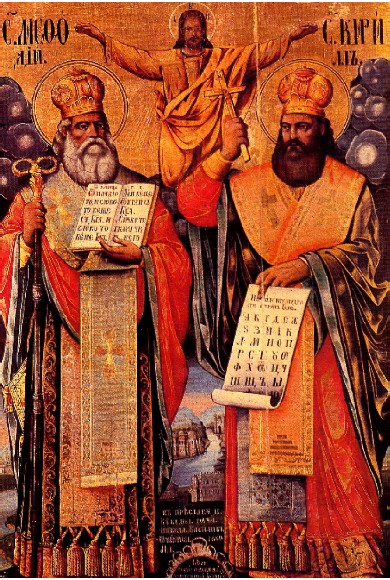
Святі Кирило і Методій

Grande Munus — п'ята енцикліка папи Лева ХІІІ, написана 30 вересня 1880.
Понтифік підносить заслуги святих братів Кирила і Методія, які розвинули потужну апостольську діяльність, проголошуючи Євангеліє народам Моравії, Паннонії, Болгарії, Далмації, Хорватії, Польщі та ін., і які переклали на слов'янську мову Святе Письмо.